# Olost
Olost é um município da Espanha na comarca de Osona, província de Barcelona, comunidade autónoma da Catalunha. Tem 29,3 km² de área e em 2021 tinha 1 190 habitantes (densidade: 40,6 hab./km²).

## Demografia
| Variação demográfica do município entre 1991 e 2004[carece de fontes?] | Variação demográfica do município entre 1991 e 2004[carece de fontes?] | Variação demográfica do município entre 1991 e 2004[carece de fontes?] | Variação demográfica do município entre 1991 e 2004[carece de fontes?] |
| ---------------------------------------------------------------------- | ---------------------------------------------------------------------- | ---------------------------------------------------------------------- | ---------------------------------------------------------------------- |
| 1991                                                                   | 1996                                                                   | 2001                                                                   | 2004                                                                   |
| 960                                                                    | 1204                                                                   | 1158                                                                   | 1187                                                                   |